# Adam Schulman
Adam Schulman, född okänt år, död mellan 1680–1687, var en svensk militär. 

## Biografi
Adam Schulman var son till överkommendanten Otto Schulman och Anna Catharina von Mörner. Schulman blev 21 april 1652 student vid Greifswalds universitet och började sedan i svensk krigstjänst i armén i Bremen. Han återvände hem 1666 och blev 1669 löjtnant vid Smålands kavalleriregemente. Schulman blev 10 juni 1675 överstelöjtnant vid överste Örneklous Hälsinge tremänningsinfanteriregemente. Han avled mellan 1680–1687.

### Egendom
Schulman ägde Svärtinge säteri i Östra Eneby socken.

### Familj
Schulman gifte sig 20 januari 1676 i Arboga med firherrinnan Christina Posse af Hedensund (1652–1724), dotter av presidenten Gustaf Posse af Hedensund och Maria Eleonora Banér. De fick tillsammans Anna Märta Schulman (död 1718) som var gift med översten Adolf Johan Hilchen.